# Michel Le Peletier de Souzy
Pour les autres membres de la famille, voir Famille Le Peletier.
Pour les articles homonymes, voir Souzy (homonymie).
Michel Le Peletier de Souzy est un homme d'État français, né le 12 juillet 1640 à Paris et mort le 10 décembre 1725 dans la même ville. Il a été directeur général des fortifications de Louis XIV.

## Biographie
Fils d'un trésorier de France récemment anobli, Souzy est surtout le frère de Claude Le Peletier, prévôt des marchands de Paris et successeur de Colbert au contrôle général des finances.
Il suit son frère dans sa remarquable ascension sociale, où Michel Le Tellier joue un grand rôle. Avocat du roi au Châtelet en 1660, il devient conseiller au Parlement en 1665 puis intendant de Franche-Comté et de Flandre après les conquêtes de 1668.
Ces intendances - en particulier celle de Lille, où il demeure de 1668 à 1683 - lui permettent de se faire remarquer du roi, qui le nomme conseiller d'État (semestre en 1683, ordinaire en 1693). Il est nommé intendant des finances le 7 janvier 1684.
La confiance du roi se marque par l'obtention d'un poste important à la mort de Louvois : il devient directeur général des fortifications, séparées du département de la Guerre. Son statut se rapproche de celui d'un ministre : Souzy est logé à la cour, travaille en tête à tête avec le roi et a un rôle primordial dans la constitution du Pré carré, conçu en trinôme avec Vauban et le roi.
Conseiller au Conseil royal des finances le 8 octobre 1702, Souzy demeure directeur général des fortifications jusqu'à la mort du roi en 1715. 
À la mort de Louis XIV, le Régent le prive de sa charge de directeur général des fortifications au profit de Claude Bidal d'Asfeld. En revanche, son fils Le Peletier des Forts est nommé au nouveau Conseil de finances, institué dans le cadre de la polysynodie. En 1717, Le Peletier de Souzy entre au conseil de Régence et intègre le comité chargé de trouver des solutions financières dirigé par le duc de Noailles.
En 1686, il avait fait construire par l'architecte Pierre Bullet un somptueux hôtel particulier à Paris, situé rue de la Couture Sainte-Catherine, actuelle rue de Sévigné et aujourd'hui connu sous le nom d'hôtel Le Peletier de Saint-Fargeau, qui abrite une partie des collections du musée Carnavalet.
Marié à Marie-Madeleine Guérin des Forts, fille d'un conseiller au Parlement, Souzy est à l'origine de la branche des Le Peletier de Saint-Fargeau : son fils est Michel Robert Le Peletier des Forts, ministre d'État de Louis XV, et son arrière-arrière-petit-fils Louis-Michel Le Peletier de Saint-Fargeau, personnalité de la Révolution.